# Lobensteig
Lobensteig ist ein Gemeindeteil der Stadt Pegnitz im Landkreis Bayreuth (Oberfranken, Bayern). Lobensteig liegt in der Gemarkung Penzenreuth.

## Geografie
Das Dorf liegt südöstlich vom Hainberg (565 m ü. NHN), einer Erhebung der Fränkischen Schweiz. Die Kreisstraße BT 25 führt nach Pertenhof (1 km südlich) bzw. nach Neuhof zur Staatsstraße 2403 (1,7 km nördlich). Gemeindeverbindungsstraßen führen nach Hainbronn (1,8 km westlich) und nach Ligenz zur St 2403 (1,2 km östlich).

## Geschichte
Lobensteig unterstand bis 1780 dem brandenburg-bayreuthischen Oberamt Pegnitz, danach für kurze Zeit dem Oberamt Creußen. Von 1791/92 bis 1810 waren das preußische Justiz- und Kammeramt Pegnitz die übergeordneten Institutionen. Danach kam die gesamte Region an das Königreich Bayern.
Mit dem Gemeindeedikt (frühes 19. Jahrhundert) wurde Lobensteig der Ruralgemeinde Penzenreuth zugewiesen. Im Rahmen der Gebietsreform in Bayern wurde Lobensteig am 1. Juli 1972 in die Stadt Pegnitz eingegliedert.